# Сабетта (порт)
Порт Сабетта — розташування порту та Ямальського ЗПГ — півострів Ямал, на півночі Росії, на західному березі Обської губи Карського моря, в районі селища Сабетта.
Призначений для транспортування зрідженого природного газу з Південно-Тамбейського газового родовища і забезпечення цілорічної навігації Північним морським шляхом.
Згідно програми розвитку порту має бути побудована залізниця завдовжки 180 км Бованенково — Сабетта.

## Характеристика порту
Основні параметри:
- підхідний канал довжиною 6 км, шириною 495 м, глибиною 15,1 м;
- морський канал довжиною 49 км, шириною 295 м, глибиною 15,1 м;
- акваторія порту глибиною 15,2 м.
- Загальний об'єм днопоглиблювальних робіт складе 70 млн м³.[3]